# Ratpenat bru de Tickell
El ratpenat bru de Tickell (Hesperoptenus tickelli) és una espècie de ratpenat de la família dels vespertiliònids que es troba a Bhutan, Cambodja, l'Índia, Myanmar, el Nepal, Sri Lanka i Tailàndia.